# Йован Станкович
Йован Станкович (серб. Jovan Stanković / Јован Станковић, нар. 4 березня 1971, Пірот) — колишній футболіст, що грав на позиції лівого півзахисника.
Виступав, зокрема, за «Црвену Звезду», з якою став чемпіоном та володарем Кубка Югославії, а також «Мальорку», з якою став володарем Суперкубка Іспанії та дійшов до фіналу Кубка кубків. Також виступав за національну збірну Югославії, у складі якої був чвертьфіналістом Євро-2000.

## Клубна кар'єра

### Виступи на батьківщині
Вихованець клубу «Раднички» зі свого рідного міста Пірот. 1991 року він перейшов до клубу «Раднички» з Ніша, звідки вже перебрався в «Црвену Звезду», проте зігравши за клуб лише половину сезону, Станкович був відданий в оренду в свою колишню команду «Раднички» з Ніша. Після повернення в «Црвену», Станкович вже став гравцем основи клубу, який виграв срібні медалі чемпіонату країни, а через рік виграв чемпіонат та кубок Югославії. 1995 рік Станкович провів в оренді, в клубі «Раднички Югопетрол» з Нові-Белграда.

### «Мальорка»
На початку 1996 року Станкович виїхав до Іспанії, ставши гравцем «Мальорки». Станкович швидко став гравцем основи клубу з Балеарських островів, розташувавшись на лівому краю півзахисту клубу, допомагаючи команді вийти до Прімери Іспанії. Станкович став одним з лідерів «Мальорки» Ектора Купера, спочатку виділяючись лише в атаці, фактично виступаючи на позиції вінгера, а потім придбавши навички гри в обороні. 31 серпня 1997 року Станкович дебютував в іспанській Ла Лізі, а клуб в перший же сезон досяг 5-о місця в першості та фіналу кубка Іспанії, в якому програв по пенальті «Барселоні», один з пенальті не забив Станкович, цікаво, що всі пенальті, пробиті ним у складі «Мальорки» були точні, виключаючи цей.
1998 року Мальорка виграла суперкубок Іспанії, в якому Станкович забив один з голів у ворота «Барселони», а наступного дійшла до фіналу кубка кубків, де програла «Лаціо» 1:2. У наступному сезоні Станкович отримав важку травму від Франка де Бура, яка надовго вивела його з футболу, а після відновлення Станкович не зміг повернутися на колишній рівень гри.

### «Марсель» та «Атлетіко»
У середині сезону 2000–2001 Станкович перейшов в марсельський «Олімпік», дебютувавши в команді 3 лютого 2001 року, але там грав надзвичайно нерегулярно та повернувся до Іспанії, перейшовши в столичне «Атлетіко», яке вперше за довгі роки вилетіло з вищого іспанського дивізіону. Станкович провів два сезони за «матрацників», в першому з яких допоміг клубу повернутися до Прімери. 

### Повернення до «Мальорки» та завершення кар'єри
2003 року Станкович повернувся в «Мальорку», але місця в основному складі, зайняте нігерійцем Фініді Джорджем, Станкович «відвоювати» не зміг. Через це по завершенню сезону покинув клуб.
Завершив професійну ігрову кар'єру у клубі другого іспанського дивізіону «Льєйда», за яку виступав протягом сезону 2004/05 років.
Завершивши кар'єру футболіста, Станкович не пішов з футболу, ставши асистентом головного тренера португальського клубу «Бейра-Мар», а потім «Атлетіко Балеарес». Після цього Станкович працював в групі «Інтерфутбол».

## Виступи за збірну
23 вересня 1998 року дебютував в офіційних матчах у складі національної збірної Югославії в товариському матчі проти збірної Бразилії (1:1). 
У складі збірної був учасником чемпіонату Європи 2000 року у Бельгії та Нідерландах. На турнірі зіграв дві зустрічі: матч групового етапу проти збірної Іспанії (3:4) і чвертьфінал проти збірної Нідерландів (1:6). Саме ця гра проти господарів турніру стала останньою для Йована у футболці збірної. 
Протягом кар'єри у національній команді, яка тривала усього 3 роки, провів у формі головної команди країни 10 матчів.

## Титули і досягнення
- Чемпіонат Югославії (1):

«Црвена Звезда»: 1994-95
- Володар Кубка Югославії (1):

«Црвена Звезда»: 1994-95
- Володар Суперкубка Іспанії (1):

«Мальорка»: 1998